# Plaza de Zocodover
La plaza de Zocodover es una plaza de la ciudad española de Toledo, en la comunidad autónoma de Castilla-La Mancha. Fue el centro neurálgico de la ciudad durante la mayor parte de su historia y actuó como plaza mayor de la misma. Juan de Herrera diseñó una parte de ella en tiempos del reinado de Felipe II.

## Historia

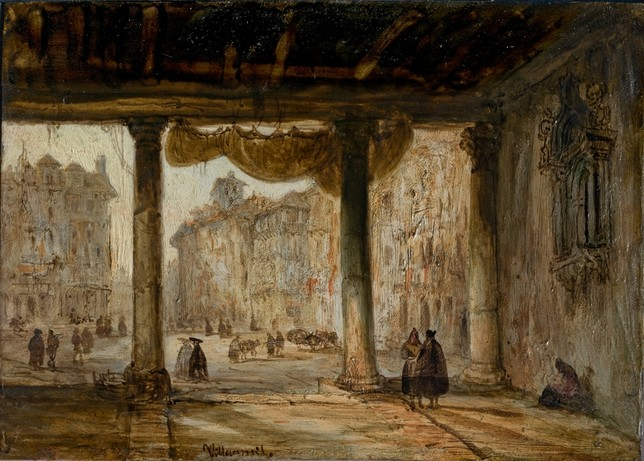
Vista de la plaza durante la primera mitad del siglo

El origen del nombre Zocodover procede del árabe sūq ad-dawābb, que significa "mercado de bestias de carga".  Esta plaza fue también el lugar por donde se corrían los toros y se organizaban las cucañas en las fiestas de la localidad. Se trata, pues, del punto neurálgico de la vida social de la localidad desde tiempos medievales. En Zocodover también se llevaron a cabo autos de fe de la Inquisición y ejecuciones públicas de reos. 
Cuando un incendio destruyó la antigua plaza el 29 de octubre de 1589, se decidió construir una nueva. En 1854 se trazó un ambicioso proyecto, de la mano del técnico Santiago Martín Ruiz, para reorganizar la plaza de Zocodover y transformarla en una plaza porticada rectangular.

## Reformas

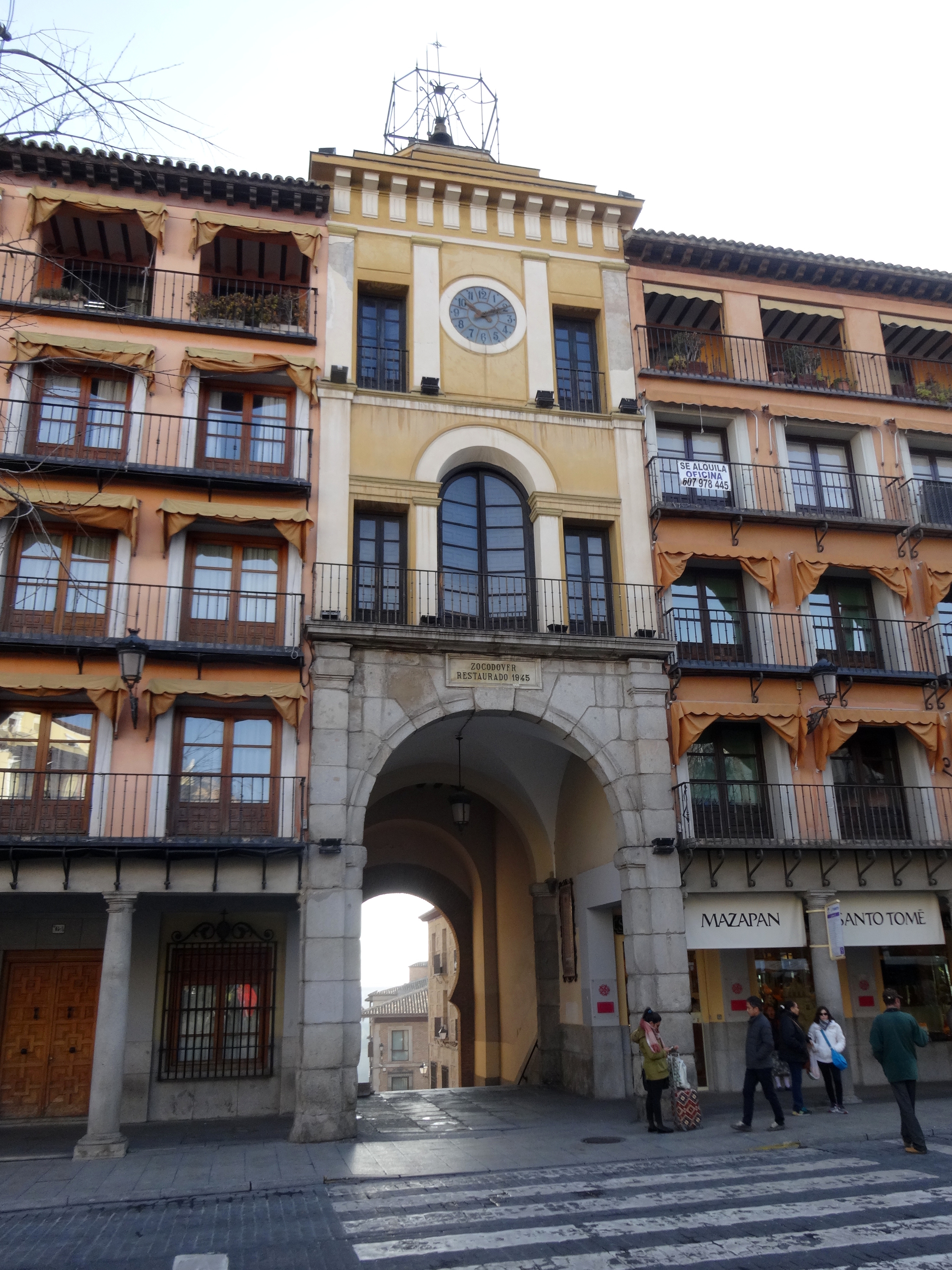
Arco de la Sangre

Varios debieron ser los intentos de ensanche de la plaza, aunque estos dos son los que más destacan.
El primero y más antiguo data de época de los Reyes Católicos, aprobado por la misma Isabel de Castilla en 1502. La propuesta vino del ayuntamiento toledano y se autorizó a todos sus órganos la remodelación de esta, visto que la plaza era demasiado estrecha y, ya que el Alcázar de Toledo carecía de una plaza apropiada, se querían unir ambos hasta la fachada delantera del edificio. Para ello se elevaría un muro para superar el desnivel hasta el postigo de San Miguel y también quedaron regladas sus características, entre la que se destaca la construcción de los típicos soportales de arquitectura castellana. Nunca se llegó a poner en práctica tan colosal obra, ya que, teniendo en cuenta las posibilidades técnicas de la época y el elevado desnivel desde Zocodover hasta la fachada principal del Alcázar (23 metros), la dificultad se hacía muy gravosa, sumando a esto el hecho de que para poder rebajar el terreno habría que haber excavado en roca viva.
El segundo ensanche sí se realizó y data de comienzos del siglo XVII. Consistió en el derribo de una serie de viviendas de poco valor que parece ser dificultaban la visión total de Zocodover desde su parte superior hasta la inferior y viceversa. Nunca se realizaron más soportales y probablemente este hecho se deba a que no se quería quitar metros a la plaza.
En la actualidad Zocodover es uno de los lugares de la ciudad donde se llevan a cabo multitud de actos y festejos, y también sirve de popular punto de encuentro y de disfrute de los toledanos y, sobre todo, paso obligado para los miles de turistas que jalonan las calles del casco histórico durante todo el año.

## Proyección literaria
Zocodover cuenta con un acervo rico en evocaciones y citas literarias.